# Pinus jeffreyi
Pinus jeffreyi е вид растение от семейство Борови (Pinaceae). Видът е незастрашен от изчезване.

## Разпространение
Разпространен е в Мексико и САЩ.